# Erki Edit
Erki Edit (Pilisvörösvár, 1933. január 1. – 2004. augusztus 1.) magyar újságíró, szerkesztő, rádiós, tanár.

## Élete
Erki Dezső és a nagyváradi származású, solymári születésű Weisz Erzsébet gyermekeként született.
Egyetemi tanulmányait az ELTE Bölcsészettudományi Karának történelem–levéltár szakán végezte 1951-1955 között.
1955–1957 között Vértesbogláron, 1957–1961 között pedig Budapesten dolgozott tanárként. 1961–1965 között az Élet és Irodalom munkatársa, 1965–1969, valamint 1974–1976 között rovatvezető volt. 1969–1974 között az Új Írás munkatársa. 1972–1973-ban a Petőfi Irodalmi Múzeum helyettes főigazgatója. 1976–1989 között az Új Tükör, 1989-től pedig a Kapu (folyóirat) rovatvezetője, majd az Officina Nova Könyvkiadó munkatársa volt.

### Ügynökmúltja
1957 novemberétől az állambiztonság ügynöke, besúgója volt Hamvas Judit néven. Tartótisztje a Belügyminisztérium Politikai Nyomozó Főosztályán Hollós Ervin volt. Jelentései alapján indult meg a Mérei Ferenc és társai elleni – súlyos ítéletekkel befejeződő – per "ellenforradalmi szervezkedés" miatt. Besúgói szerepét az ügynöklista a "túlbuzgó, rosszindulatú" jelzőkkel minősíti.

## Magánélete
Elvált. Két fia született; Korányi Gábor (1960) és Korányi Tamás (1961).

## Művei

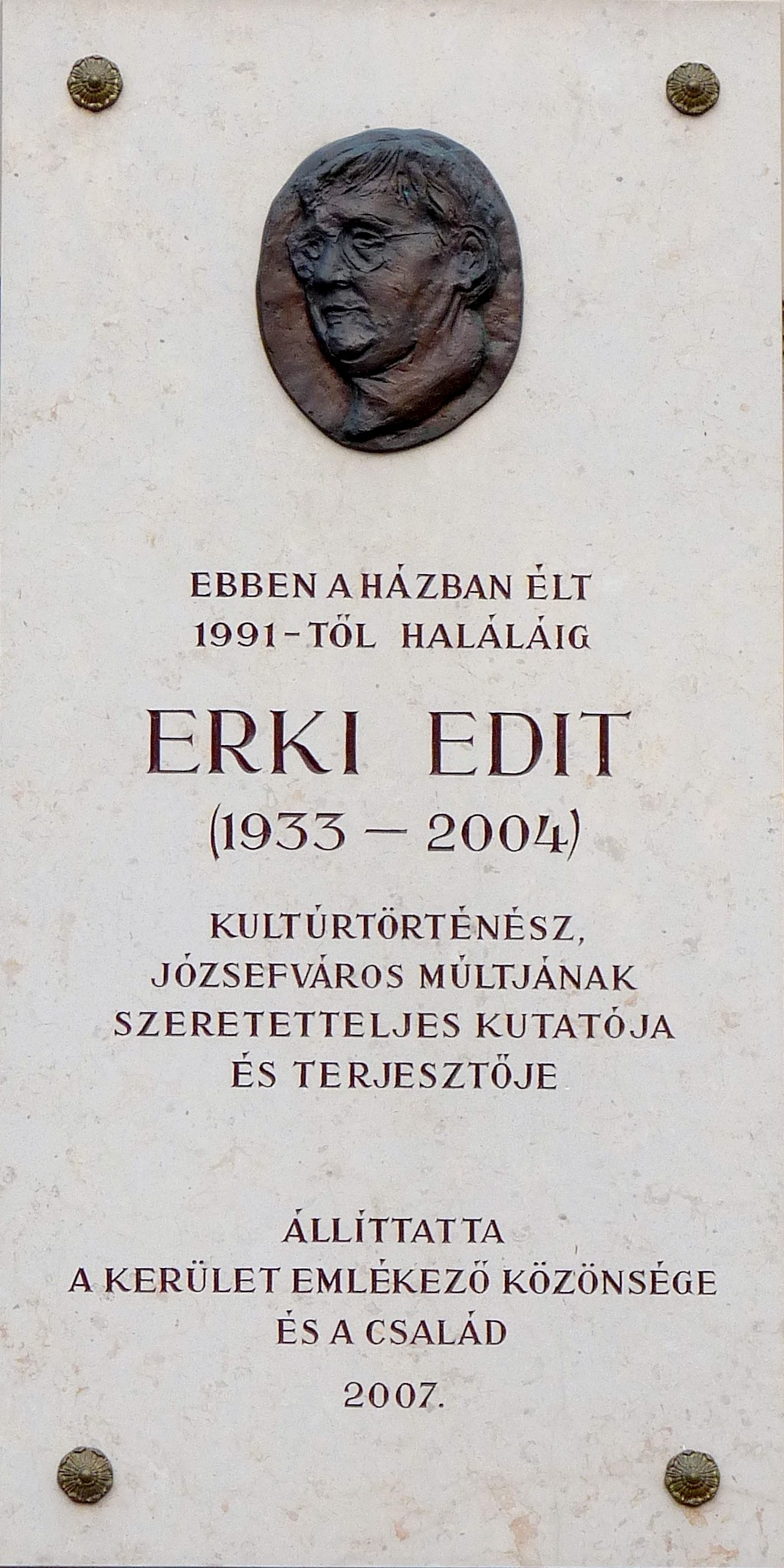
Emléktáblája egykori lakhelyén, a Horváth Mihály tér 12. sz. ház falán

### Szerkesztései
- Látogatóban (1965)
- Nemzedékről nemzedékre (1966)
- Képek között (1967)
- Friss szemmel (1968)

### Válogatásai
- 1919 május (1979)
- Lesz-e bárka? (1985)
- Szülőföldem, Magyarország (1986)
- Órák, napok, évek (1987)
- Bálint György (író), a publicista (1987)
- Visszatérés a falvédőre (1988)
- Beszélő házak (1990)
- Magyar idézetek könyve (1991)
- Kávéház-sirató. Törzshelyek, írók, műhelyek; vál., összekötő szöveg Erki Edit; Officina Nova, Bp., 1995
- "...áll Buda még!". A magyar irodalom várbeli századai; összeáll., szerk. Erki Edit; Jövendő, Bp., 1997
- Pest-Budától Budapestig. Képek egy város életéből; Officina '96, Bp., 1998
- Szerelmes levelek. Irodalmi levéltitkok; vál., összekötő szöveg Erki Edit; Officina '96, Bp., 1998